# Priscilla Ann Siebert
Priscilla Ann Siebert (geb. Thornycroft; * 21. April 1917 in Golders Green; † 12. April 2020 in Dresden) war eine in Deutschland lebende britische Malerin und Grafikerin.

## Leben und Werk
Priscilla Ann Siebert kommt aus einer linksliberalen bürgerlichen Familie. Ihr Großvater war ein bedeutender Bildhauer. Mit sechs Jahren beschloss sie, Künstlerin zu werden.
Sie lebte bis 1935 in Winchelsea, Lancing und Worthing an der Südküste Englands und besuchte die Internatsschule Bedales in Hampshire. 1935 studierte sie an der Worthing Art School und 1935 bis 1937 Malerei, Grafik und Angewandten Kunst an der Slade School of Fine Art in London. Ab 1938 war sie als Künstlerin freischaffend tätig. 1936 bis 1939 war sie Studentenvertreterin im Vorstand der Artists’ International Association (AIA). 1939 bis 1940 nahm sie an Lehrgängen für Lithografie an der Central School of Arts and Crafts und für Freskomalerei am Camberwell College of Art in London teil, die wegen der Bombardierung Londons vorzeitig abgebrochen wurden. 1942 heiratete sie den deutschen politischen Emigranten Hans Siebert. 1943 und 1946 wurde sie Mutter ihrer Töchter Helga Ann und Jennifer Olivia. 1948 zog die Familie nach Ostberlin. 1950 bis 1952 lebten sie in Kleinmachnow, danach in Dresden. Dort entstanden die meisten Werke von Priscilla Ann Siebert. Zu ihrem reichhaltigen Lebenswerk gehören neben einer Vielzahl von Tafelbildern Grafiken, Zeichnungen, Keramikreliefs und Buchillustrationen, insbesondere Tierbilder, für Kinderbücher und die ABC-Zeitung. Sie hatte eine Anzahl von Personalausstellungen und Ausstellungsbeteiligungen in der DDR und im Ausland.
Werke von Priscilla Ann Siebert befinden sich u. a. in der Dresdener Galerie Neue Meister und im Sorbischen Museum Bautzen.

## Mitgliedschaften
- 1952–1990 Verband der Bildenden Künstler der DDR
- Genossenschaft „Kunst der Zeit“, Dresden, 1968–1990 Mitglied des Vorstandes
- Sächsischer Künstlerbund
- Neuer Sächsischer Kunstverein
- VVN-BdA. Bund der Antifaschistinnen und Antifaschisten[5]

## Rezeption
„Ihr Denken und Handeln ist zeitlebens von linken Positionen geprägt, sie engagierte sich in diese Richtung, und das führte ihren Weg über die Heirat mit dem deutschen Kommunisten Hans Siebert 1952 nach Dresden. Früh prägte sie ihre eigenständige Bildsprache aus, die z. B. bereits das Bild „Bojen in Yarmouth“ von 1934 zeigt. Was sich Ann Siebert mit ihrer Kunst erarbeitet hat und was diese ausmacht, ist inhaltlich und formal zwischen Narration und Kontemplation, zwischen Symbol, Allegorie und Humor angesiedelt, und bedient sich einer energischen Statik zum Zweck der Überhöhung.“

## Weitere Werke (Auswahl)
- Napalm. Vietnamesisches Kind (1969, Öl)[7]

- O Arzgebirg, wie bist du schie (1988, Öl; Sammlung Erzgebirgische Landschaftskunst)[8]

## Ausstellungen (unvollständig)

### Personalausstellungen
- 1998 Dürrröhrsdorf-Dittersbach, Galerie im Hofmannschen Gut Dittersbach (Retrospektive)
- 2016/2017 Dresden, Lingnerschloss (Malerei und Zeichnungen)
- 2017/2018 Dresden, Galerie am Damm (Zum 100. Geburtstag; Malerei und Grafik)
- 2018 Dresden, Galerie Himmel („Ende der Vorstellung“. Malerei und Grafik)
- 2021 Dresden, Kreative Werkstatt („Reliefs und Miniaturcollagen“)

### Teilnahme an zentralen und wichtigen regionalen Ausstellungen in der DDR
- 1972/1973: Dresden, VII. Kunstausstellung der DDR
- 1972, 1974, 1979 und 1985: Dresden, Bezirkskunstausstellungen
- 1975 und 1979: Schwerin, Staatliches Museum („Farbige Grafik in der DDR“)
- 1979: Berlin, Ausstellungszentrum am Fernsehturm („Buchillustrationen in der DDR. 1949 – 1979“)